# Tour de France 2012/10. Etappe
Die 10. Etappe der Tour de France 2012 fand am 11. Juli 2012 statt und führte von Mâcon nach Bellegarde-sur-Valserine. Bei einer Streckenlänge von 194,5 Kilometern gab es eine Bergwertung der Hors Catégorie und je eine der 2. und 3. Kategorie. Es traten noch 175 von 198 Fahrern an.

## Teilnehmende Teams
- BMC Racing Team (BMC)
- RadioShack-Nissan (RNT)
- Team Europcar (EUC)
- Euskaltel-Euskadi (EUS)
- Lampre-ISD (LAM)
- Liquigas-Cannondale (LIQ)
- Garmin-Sharp (GRS)
- AG2R La Mondiale (ALM)
- Cofidis, le Crédit en Ligne (COF)
- Saur-Sojasun (SAU)
- Sky ProCycling (SKY)
- Lotto Belisol Team (LTS)
- Vacansoleil-DCM (VCD)
- Katusha Team (KAT)
- FDJ-Big Mat (FDJ)
- Rabobank Cycling Team (TLJ)
- Movistar (MOV)
- Team Saxo Bank-Tinkoff Bank (STB)
- Astana Pro Team (AST)
- Omega Pharma-Quick Step (OPQ)
- Orica GreenEdge (OGE)
- Team Argos-Shimano (TGA)

## Strecke
Nach dem ersten Ruhetag in Mâcon (169 m) führte die Etappe zunächst in östlicher Richtung an den Jura heran, der letzte Abschnitt führte in nördlicher Richtung zum Ziel in Bellegarde-sur-Valserine (427 m). Die Etappe begann im Département Saône-et-Loire und endete im Département Ain. Nach einem flachen ersten Etappendrittel wurde nach 73 Kilometern in Ambronay (248 m) der Anstieg der 2. Kategorie hinauf zur Côte de Corlier (762 m) in Angriff genommen. Auf dem Hochplateau gab es sechs Kilometer weiter in Aranc (849 m) die offizielle Verpflegungsstelle. Nach der Abfahrt vom Plateau wurde in Béon (255 m) der Zwischensprint des Tages ausgetragen, außerdem begann dort der Anstieg zum Col du Grand Colombier (1501 m). Der Berg Grand Colombier ist mit einer Straße erschlossen und gilt als einer der schwersten Anstiege Frankreichs. Er war zum ersten Mal im Streckenplan der Tour de France enthalten. Im Anschluss an die Abfahrt hinab nach Lochieu (662 m) folgte der Aufstieg der 3. Kategorie zum Col de Richemond (1051 m). Von dort ging es hinunter zum Zielort Bellegarde-sur-Valserine.

## Rennverlauf
Kurz nach dem Start unternahmen Peter Sagan, Cyril Lemoine und Andrij Hrywko einen Ausreissversuch, wobei Lemoine bald wieder zurückfiel. Nach 32 Kilometern schloss eine große Ausreißergruppe zum Spitzenduo auf, so dass nun eine aus 25 Fahrern bestehende Gruppe zuvorderst lag. Zu dieser gehörten unter anderem Thomas Voeckler, David Millar, David Zabriskie, Jens Voigt, Michele Scarponi, Michael Mørkøv, Dries Devenyns, Dmitri Fofonow, Egoi Martínez, Luis León Sánchez, Sandy Casar, Jean-Christophe Péraud und Matthew Goss. Der Vorsprung auf das Feld konnte bis Kilometer 71, also noch in der Ebene, auf fast sechs Minuten ausgebaut werden.
Die erste Bergwertung an der Côte de Corlier entschied Mørkøv für sich. Nach 100 Kilometern betrug der Rückstand des Feldes sieben Minuten. In Béon gewann Goss den Zwischensprint, knapp vor Jauheni Hutarowitsch und Peter Sagan. Kurz darauf begann der über 17 Kilometer lange Anstieg zum Col du Grand Colombier. Bereits auf den ersten Metern mussten Goss und Hutarowitsch abreißen lassen, wenig später auch Sagan und weitere Fahrer. Das Hauptfeld nahm den Anstieg mit sechs Minuten Rückstand in Angriff und zerfiel nach kurzer Zeit in viele kleine Gruppen; dies vor allem aufgrund der Tempoverschärfung des Teams Sky.
Auch die Spitzengruppe fiel auseinander. Sánchez versuchte davon zu profitieren und wagte einen Ausreissversuch. Obwohl er zwischenzeitlich 30 Sekunden Vorsprung hatte, wurde er nach einigen Kilometern von Voeckler, Scarponi und Devenyns eingeholt. Voeckler gewann die Bergwertung auf dem Col du Grand Colombier. Etwa eine Minute hinter der Spitzengruppe folgte eine weitere Vierergruppe mit Voigt, Casar, Martínez und Fofonow; die Gruppe um das Gelbe Trikot hatte auf der Passhöhe einen Rückstand von fünfeinhalb Minuten. Voeckler versuchte, auf der Abfahrt seine Verfolger abzuschütteln, konnte sie jedoch nicht entscheidend distanzieren.
Den Col de Richemond passierte Voeckler ebenfalls als Erster und die Vierergruppe war weiterhin beisammen. Aus der zweiten Gruppe entwich Jens Voigt, der sich in den steilen Abfahrt allmählich den Führenden näherte und sie schließlich neun Kilometer vor dem Ziel einholte. Voigt versuchte zu attackieren, wurde aber sogleich wieder gestellt. Drei Kilometer vor dem Ziel setzte sich Devenyns scheinbar vorentscheidend von der Spitzengruppe ab, doch Voeckler schloss zu Beginn des letzten Kilometers zu ihm auf und lancierte sogleich einen Gegenangriff. Voeckler konnte die Etappe für sich entscheiden und übernahm auch die Führung im Bergpreisklassement. Die Gruppe um den Gesamtführenden Bradley Wiggins traf mit einem Rückstand von 3:16 Minuten ein.

## Bergwertungen
| Corlier Kategorie 2 nach 90 km auf 762 m 6,4 km bei 5,5 % |             |                       |        |
| 1.                                                        | Danemark    | Michael Mørkøv (STB)  | 5 Pkt. |
| 2.                                                        | Ukraine     | Andrij Hrywko (AST)   | 3 Pkt. |
| 3.                                                        | Deutschland | Jens Voigt (RNT)      | 2 Pkt. |
| 4.                                                        | Frankreich  | Thomas Voeckler (EUC) | 1 Pkt. |

| Col du Grand Colombier Kategorie HC nach 151,5 km auf 1501 m 17,4 km bei 7,1 % |             |                                           |         |
| 1.                                                                             | Frankreich  | Thomas Voeckler (EUC)                     | 25 Pkt. |
| 2.                                                                             | Italien     | Michele Scarponi (LAM)                    | 20 Pkt. |
| 3.                                                                             | Spanien     | Luis León Sánchez (Rabobank Cycling Team) | 16 Pkt. |
| 4.                                                                             | Belgien     | Dries Devenyns (OPQ)                      | 14 Pkt. |
| 5.                                                                             | Deutschland | Jens Voigt (RNT)                          | 12 Pkt. |
| 6.                                                                             | Frankreich  | Sandy Casar (FDJ)                         | 10 Pkt. |
| 7.                                                                             | Spanien     | Egoi Martínez (EUS)                       | 8 Pkt.  |
| 8.                                                                             | Kasachstan  | Dmitri Fofonow (AST)                      | 6 Pkt.  |
| 9.                                                                             | Ukraine     | Andrij Hrywko (AST)                       | 4 Pkt.  |
| 10.                                                                            | Frankreich  | Jean-Christophe Péraud (ALM)              | 2 Pkt.  |

| Col de Richemond Kategorie 3 nach 174,0 km auf 1051 m 7,2 km bei 5,0 % |            |                        |        |
| 1.                                                                     | Frankreich | Thomas Voeckler (EUC)  | 2 Pkt. |
| 2.                                                                     | Italien    | Michele Scarponi (LAM) | 1 Pkt. |

## Punktewertung
| Zwischensprint in Béon nach 130,5 km auf 255 m |                        |                            |         |
| 1.                                             | Australien             | Matthew Goss (OGE)         | 20 Pkt. |
| 2.                                             | Belarus                | Jauheni Hutarowitsch (FDJ) | 17 Pkt. |
| 3.                                             | Slowakei               | Peter Sagan (LIQ)          | 15 Pkt. |
| 4.                                             | Japan                  | Yukiya Arashiro (EUC)      | 13 Pkt. |
| 5.                                             | Deutschland            | Jens Voigt (RNT)           | 11 Pkt. |
| 6.                                             | Deutschland            | Marcus Burghardt (BMC)     | 10 Pkt. |
| 7.                                             | Frankreich             | Sandy Casar (FDJ)          | 9 Pkt.  |
| 8.                                             | Spanien                | Luis León Sánchez (RAB)    | 8 Pkt.  |
| 9.                                             | Danemark               | Michael Mørkøv (STB)       | 7 Pkt.  |
| 10.                                            | Vereinigtes Konigreich | David Millar (GRS)         | 6 Pkt.  |
| 11.                                            | Italien                | Michele Scarponi (LAM)     | 5 Pkt.  |
| 12.                                            | Kasachstan             | Dmitri Fofonow (AST)       | 4 Pkt.  |
| 13.                                            | Vereinigte Staaten     | David Zabriskie (CWT)      | 3 Pkt.  |
| 14.                                            | Australien             | Simon Gerrans (OGE)        | 2 Pkt.  |
| 15.                                            | Frankreich             | Thomas Voeckler (EUC)      | 1 Pkt.  |

| Zielsprint in Bellegarde-sur-Valserine nach 194,5 km auf 427 m |                        |                             |         |
| 1.                                                             | Frankreich             | Thomas Voeckler (EUC)       | 20 Pkt. |
| 2.                                                             | Italien                | Michele Scarponi (LAM)      | 17 Pkt. |
| 3.                                                             | Deutschland            | Jens Voigt (RNT)            | 15 Pkt. |
| 4.                                                             | Spanien                | Luis León Sánchez (RAB)     | 13 Pkt. |
| 5.                                                             | Belgien                | Dries Devenyns (OPQ)        | 11 Pkt. |
| 6.                                                             | Frankreich             | Sandy Casar (FDJ)           | 10 Pkt. |
| 7.                                                             | Spanien                | Egoi Martínez (EUS)         | 9 Pkt.  |
| 8.                                                             | Frankreich             | Pierre Rolland (EUC)        | 8 Pkt.  |
| 9.                                                             | Belgien                | Jurgen Van Den Broeck (LTB) | 7 Pkt.  |
| 10.                                                            | Kasachstan             | Dmitri Fofonow (AST)        | 6 Pkt.  |
| 11.                                                            | Frankreich             | Thibaut Pinot (FDJ)         | 5 Pkt.  |
| 12.                                                            | Australien             | Cadel Evans (BMC)           | 4 Pkt.  |
| 13.                                                            | Vereinigtes Konigreich | Bradley Wiggins (SKY)       | 3 Pkt.  |
| 14.                                                            | Irland                 | Nicolas Roche (ALM)         | 2 Pkt.  |
| 15.                                                            | Italien                | Vincenzo Nibali (LIQ)       | 1 Pkt.  |

## Aufgaben
- 045 –  Matthew Lloyd (LAM): Nicht zur Etappe angetreten
- 082 –  Rémy Di Gregorio (COF): Nicht zur Etappe angetreten; am Ruhetag wegen des Verdachts des organisierten Handels mit Dopingmitteln verhaftet und vom Team suspendiert.[1]
- 196 –  Tony Martin (OPQ): Nicht zur Etappe angetreten (Aufgabe am Ruhetag)[2]